# Ritterlichkeit
Ritterlichkeit umfasst einen Katalog von tugendhaftem Verhalten oder bestimmten Tugenden; manchmal sogar ein Ethos. Es stammt vom mittelhochdeutschen Adjektiv bzw. Adverb rîtterlich oder rîterlich; das Substantiv Ritterlichkeit ist also späteren Ursprungs. Dort bezeichnet es das einem Ritter geziemende Verhalten.

## Chronologischer Abriss

### Hochmittelalter

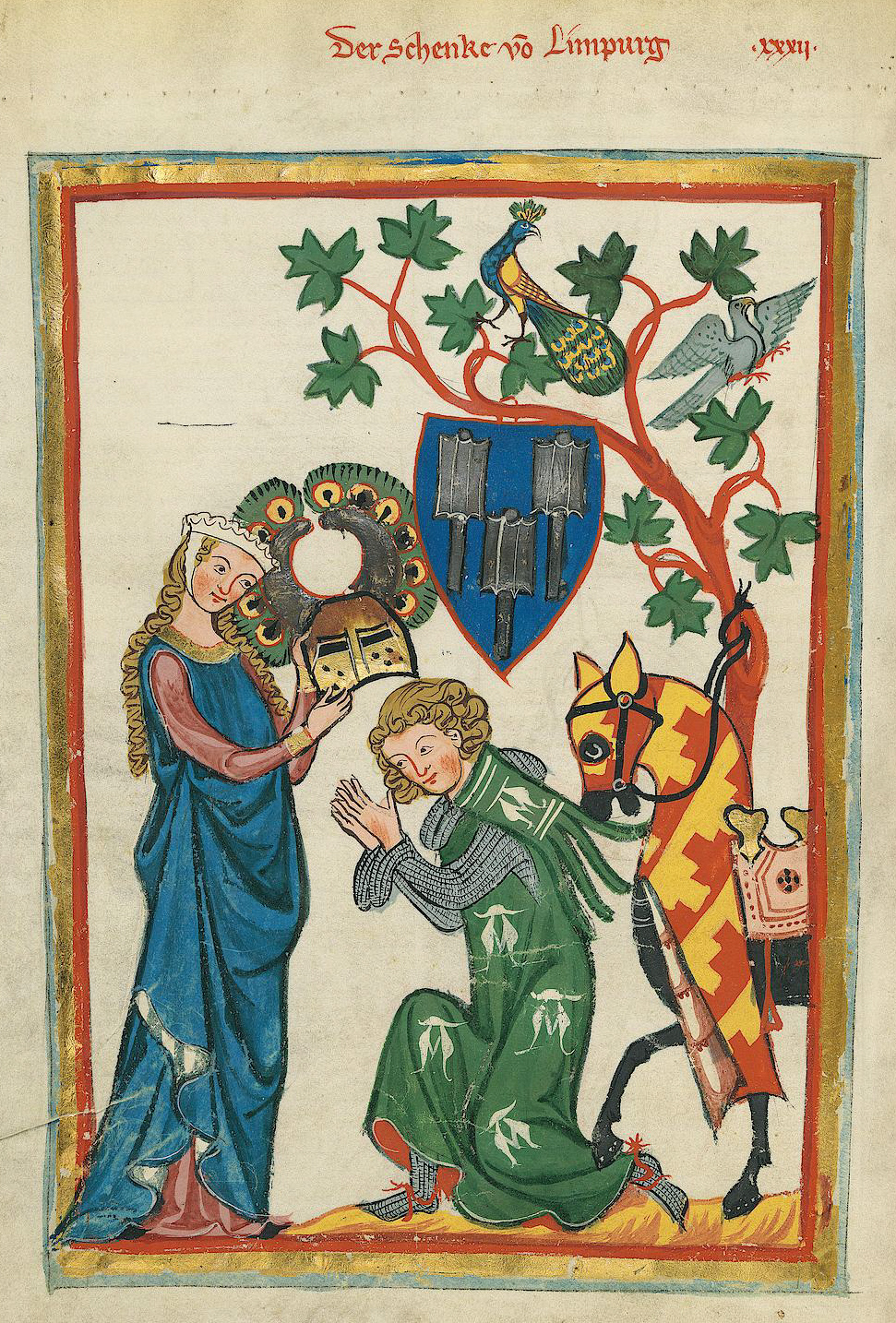
Manessische Liederhandschrift (Große Heidelberger Liederhandschrift), Szene: Der Schenke von Limburg

Während des Hochmittelalters (1170 bis 1250) beinhaltete der Begriff vor allem in der Literatur das Ideal eines nichtkodifizierten Ethos des Rittertums, das folgende Wertvorstellungen umfasste:
- diemüete: Demut (S)
- êre [eːrə]: ritterliches Ansehen, Würde (P)
- güete: Freundlichkeit (S)
- hôher muot [ˈhohər ˈmu.ɔt]: seelische Hochstimmung (P)
- höveschkeit: Höfischkeit, Höflichkeit (S)
- manheit: Tapferkeit (S)
- mâze [ˈmaːsə]: maßvolles Leben, Zurückhaltung (P)
- milte: Freigiebigkeit, Großzügigkeit (S)
- minne: Dienstbare, hingebungsvolle Liebe (P)
- stæte: Beständigkeit, Festigkeit (P)
- triuwe [ˈtryvə]: Treue (S)
- werdekeit: Würde (P)
- zuht [ˈtsʊxt]: Erziehung nach festen Regeln, Anstand, Wohlerzogenheit (P)

Die ritterlichen Tugenden bestanden aus persönlichen (P) wie sozialen Normen (S), die zum einen das Ansehen des Rittertums und damit des Adels überhaupt erhalten und begründen (êre, zuht), aber auch die Ordnung der sozialen Beziehungen der Menschen festigen und garantieren sollten. Sie dienten damit auch der Legitimation des Adels als des vornehmsten Standes.
Sie fußten auf den militärischen Tugenden Treue und Tapferkeit (denn Ritter waren zunächst die Soldaten eines Lehnsherren), überstiegen diese jedoch weit. Dabei handelte es sich um Idealisierungen, die vornehmlich der höfischen Dichtung wie Erec, Parzival oder Iwein sowie dem Minnesang entlehnt sind und die sich dort in ritualisierten Handlungen niederschlagen. Die höveschkeit, aus der sich der neuhochdeutsche Begriff der Höflichkeit herleitet, bezeichnet die Umgangsformen am Hof, das gesittete und musisch gebildete Verhalten.
Im Minnesang (genauer: in der Hohen Minne) etwa wird diese Ritterlichkeit am stärksten ritualisiert, indem das lyrische Ich die Angeminnte zu einem unerreichbaren Ideal stilisiert, wobei es diese stets seines hôhen muots sowie seiner staete, diemüete und triuwe versichert.
Auch in den großen Ritterepen kommen die Ritter nur durch mâze und staete an ihr Ziel.
Ritterlichkeit und christliche Tugenden, wie sie sich in den mönchischen Tugenden der Hilfsbereitschaft, keuschen Zucht und Askese wiederfinden, ergänzen sich. Wenig umstritten ist auch die These, dass die ritterlichen wesentlich auf den christlichen Tugenden beruhen.
Für das Verständnis von mittelalterlicher Ritterlichkeit ist der Unterschied zwischen dem Figurentyp des Helden und dem des Ritters entscheidend. Der Held, wie er in Heldenepen des Artussagenkreises oder der Nibelungensage etwa in den Personen Siegfrieds oder König Artus’ dargestellt wird, entspricht nicht dem Ideal höfischer Ritterlichkeit. Siegfried wird dort als ungehobelter, recht einfacher, jedoch mutiger Mann beschrieben, der nicht die ritterlichen Kriterien von êre und höveschkeit erfüllt. Die keltische Artussage (um 500) wird erst durch ihre spätere Rezeption in Frankreich (12. Jahrhundert) für die höfisch-ritterliche Dichtung interessant.

### Spätmittelalter
Die hochmittelalterlichen Idealvorstellungen von Ritterlichkeit sind auch Gegenstand nachträglicher Glorifizierung. In der Literatur zum Beispiel bei Thomas Malory (um 1405–1471) und seinen Geschichten von König Arthus und den Männern von der Tafelrunde. Hier werden die Geschichten um den keltischen Artussagenkreis zu einem Prosa-Heldenepos verschmolzen.
Cervantes’ (1547–1616) Don Quijote bildet den Abgesang auf die idealisierenden und verklärenden Vorstellungen von Ritterlichkeit in einer Zeit, da das Rittertum durch die Erfindung des Schießpulvers militärisch obsolet geworden und wirtschaftlich verarmt war. Tatsächlich gibt Cervantes mit seinem „Ritter von der traurigen Gestalt“ alle Vorstellungen einer neuen Ritterlichkeit der Lächerlichkeit preis; die Zeiten der Ritter sind schlicht vorbei.

### Romantik
Am stärksten rezipiert und wiederbelebt wurden die ritterlichen Ideale in der Romantik, in der die feudale Ordnung mit ihren ritterlichen Tugenden als rückwärtsgewandte Utopie gegen die neue bürgerliche Gesellschaft eskapistisch formuliert wird. Vor allem die Ritterromane des 19. Jahrhunderts vermitteln das Bild einer heilen Welt von Ritterlichkeit, etwa von Friedrich de la Motte-Fouqué.
Heinrich Heine hatte schon am 18. August 1820 in einem mit Die Romantik überschriebenen Artikel des Rheinisch-westphälischen Anzeiger. Kunst und Wissenschaftsblatt auf den Zusammenhang zwischen Romantik und Rittertum hingewiesen:
„Viele aber, die bemerkt haben, welchen ungeheuren Einfluss das Christentum, und in dessen Folge das Rittertum, auf die romantische Poesie ausgeübt haben, vermeinen nun beides in ihren Dichtungen einmischen zu müssen, um denselben den Charakter der Romantik aufzudrücken.“
Auch in seiner Schrift Die Romantische Schule wird dies erwähnt. Neben Ludwig Tiecks Ritter Blaubart fiel auch die Herausgabe der Deutschen Sagen durch die Brüder Grimm in die Zeit der Romantik. Ob dies jedoch mit einem Wiederaufleben des ritterlichen Ideals und der Ritterlichkeit einherging, ist in der Forschung nicht mehr nur umstritten, sondern wird auch zunehmend abgelehnt.

### Jüngere Gegenwart
„Ritterlichkeit“ als eine ständische Tugend wird mit dem Wegfall einer Ständeordnung heute allenfalls noch innerfamiliär (etwa im Adel) als Tugend anerzogen. In der Umgangssprache bezeichnet der Begriff heute ein gerechtes und rücksichtsvolles und höflich-zuvorkommendes Handeln, besonders gegenüber Frauen. Er wird jedoch zunehmend seltener verwendet. Von der Frauenbewegung wird der Begriff gelegentlich kritisch gesehen: Frauen bedürften einer männlichen Tugend nicht, die sie als von Natur aus schwächer ansähe und darin noch bestärke.
Noch heute sind die aus dem Ethos der Ritterlichkeit entstandenen Ritterorden kulturell und sozial weltweit von Bedeutung. Weiter ist die Ritterlichkeit eines der Ideale der Pfadfinder. Dies hat seinen Ursprung in einer Äußerung Robert Baden-Powells, des Begründers der Pfadfinderbewegung. Dieser erklärt in seinem Buch Scouting for Boys, Pfadfinder sollten es anstreben, die „Ritter der Neuzeit“ zu sein (vgl. Pfadfindergesetz).
Als Merkmal einer Einzelpersönlichkeit verlor die „Ritterlichkeit“ mit der Industrialisierung des Krieges die Möglichkeit, sich persönlich auszuzeichnen. Während des Ersten Weltkrieges fand der Begriff noch propagandistische Verwendung für die Ritterlichkeit im Luftkampf zwischen den Piloten, etwa für das angeblich faire Verhalten des „Roten Barons“ Manfred von Richthofen.
In der Literatur spielt das Ideal der Ritterlichkeit mit wenigen Ausnahmen wie dem Fantasy-Bestseller Die Nebel von Avalon heute nur noch eine untergeordnete Rolle. In Film und Fernsehen werden die Ideale der Ritterlichkeit vornehmlich von Historien- und Fantasy-Filmen aufgegriffen.